# Juliano Moro
Juliano Moro (Porto Alegre, 13 de setembro de 1977) é um automobilista brasileiro, que entre vários títulos se destacam; tricampeão gaúcho de kart, campeão pan-americano de kart, campeão da Copa Brasil de Kart , campeão Fórmula Ford Brasileira, que revelou pilotos como Rubens Barrichello, campeão Fórmula 3 Sul-Americana, tetra campeão das 12 Horas de Tarumã.

## Carreira
Iniciou sua carreira no Kart, sendo os títulos de maiores destaques: 
campeão brasileiro
3x campeão gaúcho
campeão brasiliense
Campeão panamericano 
Em seguida migrou para as categorias de fórmula, conquistando títulos importantes e figurando grandes categorias no Brasil e exterior. 
1996 e 1997 - Fórmula 3 Sul-americana
1998 - Fórmula Palmer Audi (Inglaterra)
2000 a 2003 - Fórmula 3 Sul-americana (Campeão em 2001)
2002 - Fórmula 3 Alemã
2002 - Formula 3000 Européia
2004 a 2008 e 2010 - Stock Car Brasil
2009 - Copa Vicar
2010 e 2011 - GT3 Brasil
2011 - TC 2000 (Participação na prova de convidados) 
2011 e 2012 - Brasileiro de Marcas
2011 até presente data, dono e chefe de equipe da JLM Racing. 
6x melhor equipe do Brasileiro de Marcas (em 8 anos de categoria, sendo seus pilotos 5x campeões).
No campeonato Brasileiro de Endurance teve seu piloto campeão no ano de estréia (2018) na categoria P1. 
2018 Foi às pistas o protótipo AJR. O carro mais rápido fabricado no Brasil. Projeto do Juliano, executado na empresa de seu pai, MetalMoro.

## Equipe
Em 2011 fundou sua equipe "JLM Racing" para competir na Copa Petrobrás de Marcas, seguindo nesta até 2018. Em 2013 conquistou o título de campeões de piloto, com Ricardo Mauricio, e equipe, e em 2014 repetiu a dose aliando ainda um segundo lugar no campeonato ao outro piloto da casa, Vicente Orige. Em 2015 o piloto JLM, Vitor Meira foi o campeão e seu companheiro de equipe, Gustavo Martins o vice. JLM Racing melhor equipe novamente. 
2016 trouxe o título de melhor equipe e vice-campeão para o piloto do time; Gustavo Martins. 
2017 e 2018 foi a conquista dos títulos de melhor piloto (Vicente Orige) e melhor equipe (JLM Racing).
Atualmente a equipe atua no campeonato Brasileiro de Endurance, categoria onde conquistou o título da categoria P1 em 2018 com o piloto Emílio Padrón. 